# Lori tartomány
Lori (örményül:Լոռի) Örményország északi részén fekvő tartomány (marz), székhelye Vanadzor. Északról Grúzia, nyugatról Sirak, délnyugatról Aragacotn, délkeletről Kotajk és keletről Tavus  határolja. A tartományban három UNESCO világörökségi helyszín található: Haghpat, Sanahin valamint az Akhtala kolostor mely az örmények mellett grúzoknak és görögöknek is fontos zarándokhely.

## Települései
Lori tartományban 113 község (hamajnkner) található, melyből 8 város.

### Városok
- Vanadzor 104 800 fő
- Szpitak 18 237 fő
- Alaverdi 16 500 fő
- Sztepanavan 16 200 fő
- Tasir 7586 fő
- Akhtala 2400 fő
- Tumanjan 1838 fő
- Samlug 800 fő

## Galéria

Lori
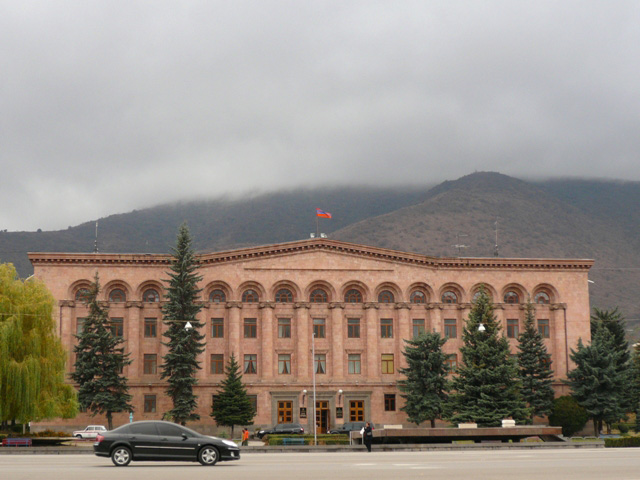
A tartományi önkormányzat épülete Vanadzorban
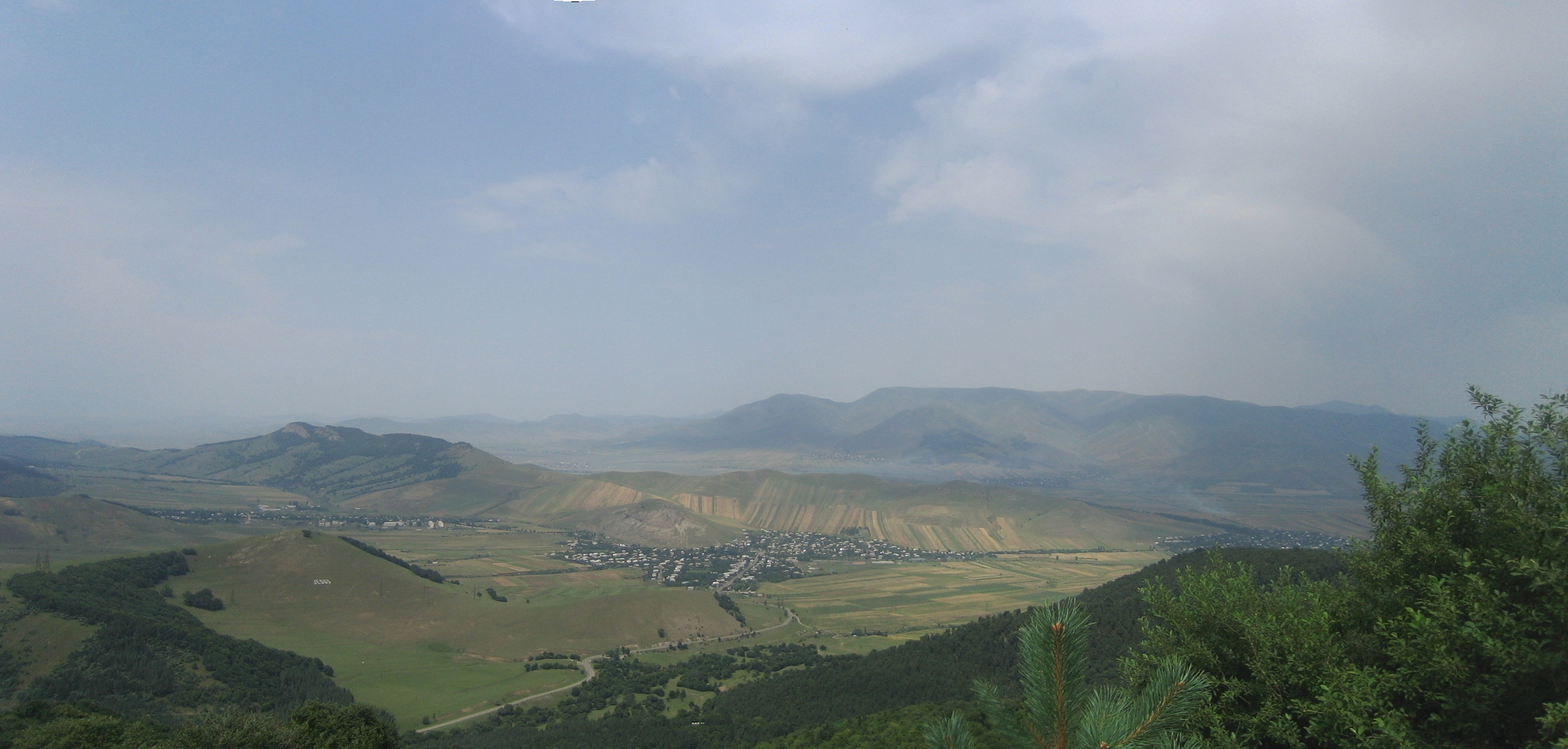
Észak-Lori tája a Puskini hágóról
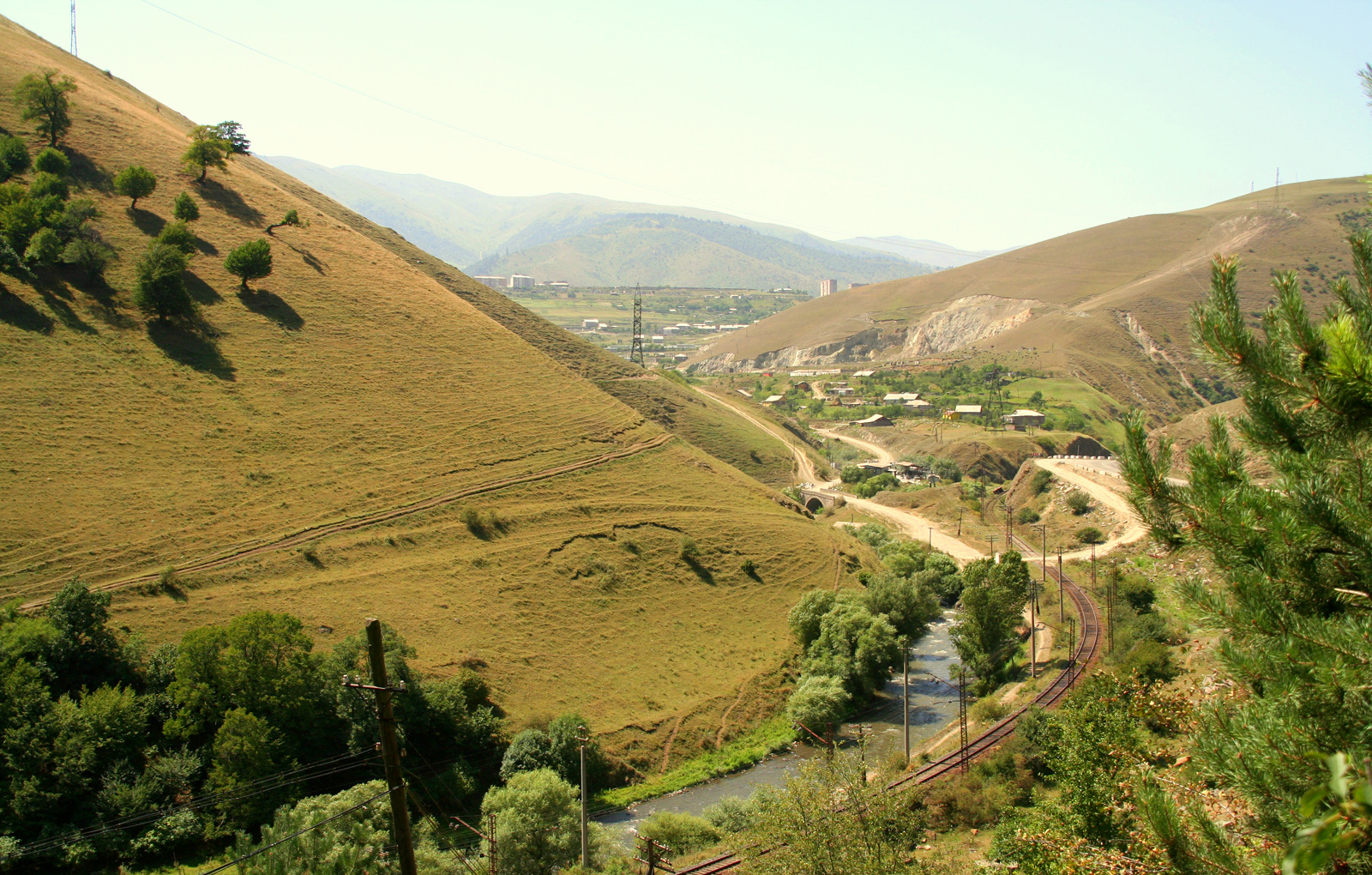
Vanadzor környéki tájkép
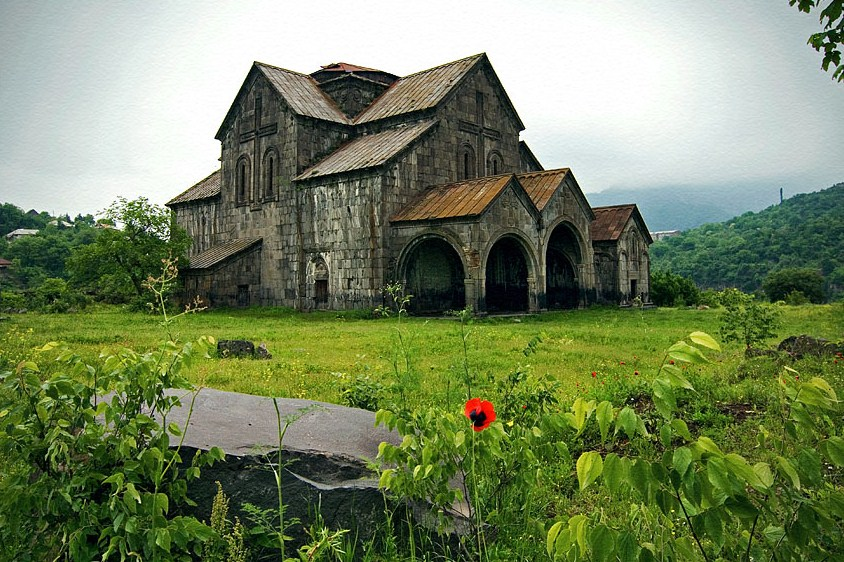
Akhtalai kolostor
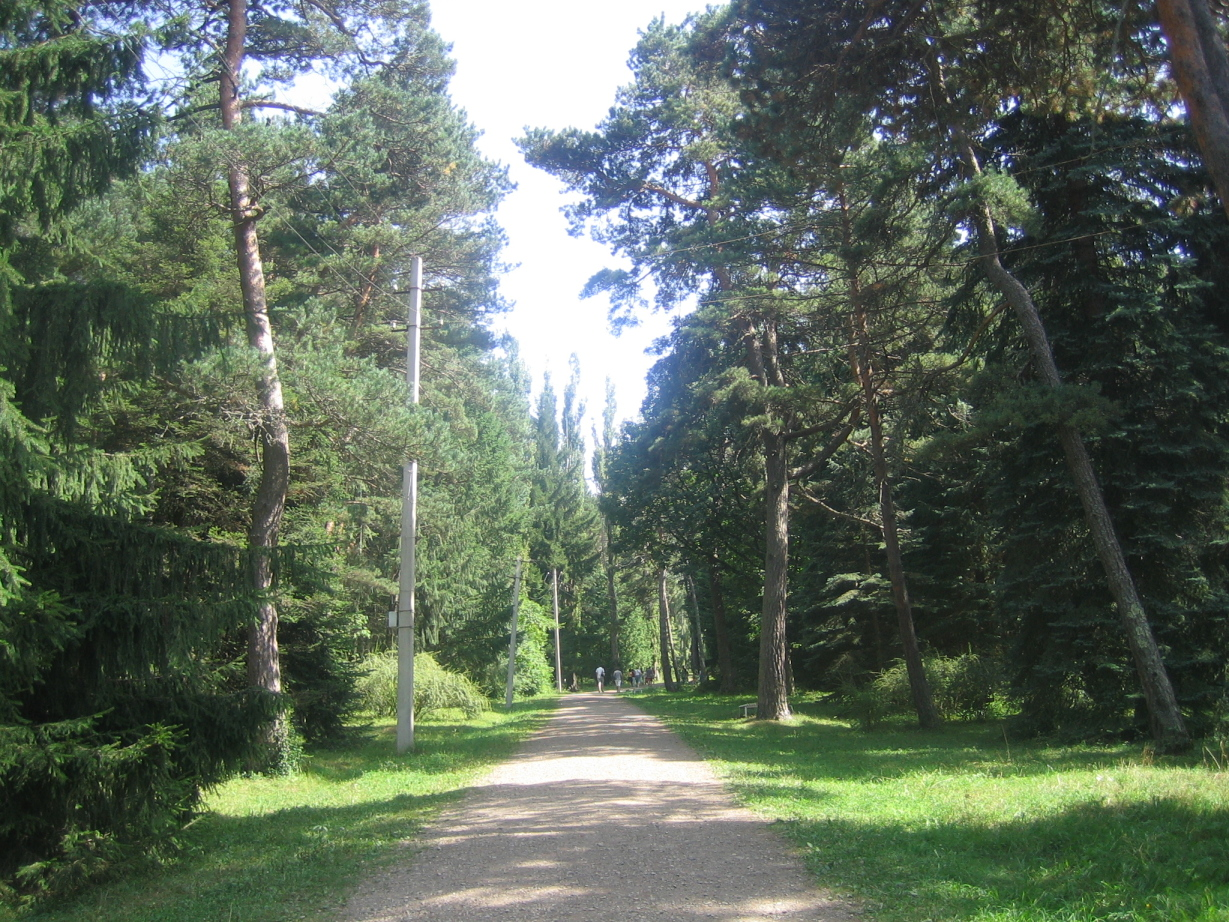
Sztepanavani Dendropark
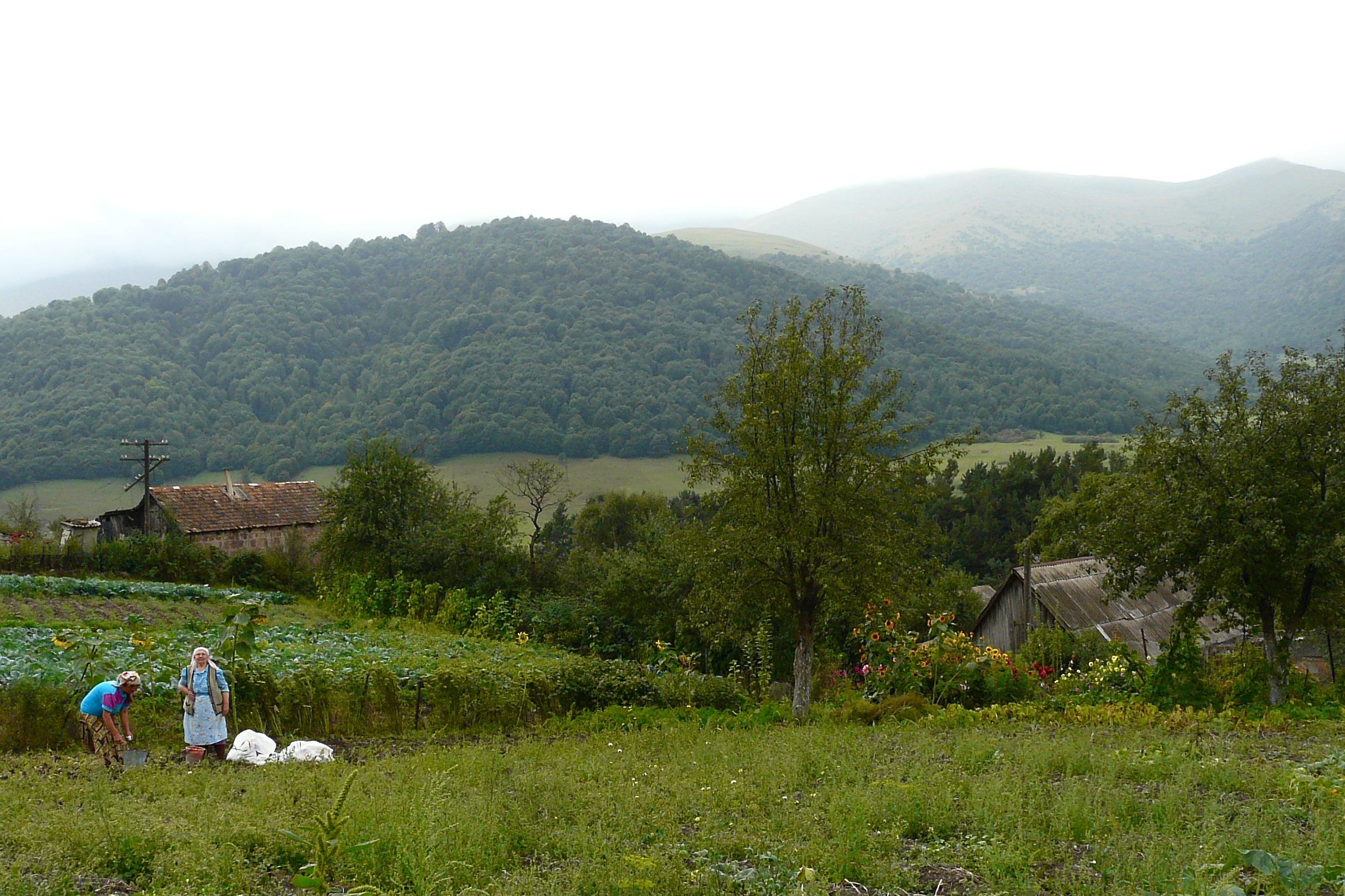
Fioletovo falu látképe

1. ↑  Armenia: Administrative Division. Citypopulation.de